# Carlos Garcia Palermo
Carlos Horacio García Palermo (La Plata, 2 de diciembre de 1953) es un gran maestro de ajedrez argentino-italiano.
Nacido en La Plata, al comienzo de su carrera derrotó a Robert James Fischer en una exhibición simultánea en 1970.
En 1982, venció al entonces actual Campeón Mundial de Ajedrez y jugador número uno del mundo, Anatoly Karpov, en el prestigioso torneo internacional Clarín, celebrado en Mar del Plata (el cual ganó Jan Timman). García Palermo es el único jugador argentino que ha vencido a un campeón mundial reinante bajo los clásicos controles de tiempo.
Obtuvo 2.º-3er lugar en el Memorial Rubinstein en Polanica-Zdrój 1985. Ganó o compartió el primer lugar en los torneos Bayamo 1983, Memorial Capablanca en La Habana 1985, La Habana 1986 y Camagüey 1987, Forli 1988, Cañete 1994, La Plata 1998 y Faxinal 2002. En 2004 participó en el Campeonato Mundial FIDE, donde fue eliminado en la primera ronda por Ye Jiangchuan.
García Palermo representó a Argentina en el Campeonato Mundial de Ajedrez por Equipos en Lucerna 1985, y jugó tres veces en la Olimpiada de Ajedrez: para Argentina en Dubái 1986, y para Italia en Manila 1992 y Turín 2006.
Recibió los títulos de Maestro Internacional en 1981 y Gran Maestro en 1985.